# Морис, Флориан
Флориа́н Мори́с (фр. Florian Maurice; род. 20 января 1974, Сен-Фуа-ле-Лион, Франция) — французский футболист. Выступал на позиции нападающего.

## Карьера

### Клубная
Флориан Морис родился в пригороде Лиона и карьеру футболиста начал в местном «Олимпике». Он выступал за команду с 1993 по 1997 год и за это время по одному разу становился вице-чемпионом Франции и финалистом кубка лиги. В сезоне 1994/95 форвард был признан лучшим молодым игроком Дивизиона 1. На следующий год нападающий дебютировал в еврокубках, сыграв 5 матчей и забив 1 гол в розыгрыше Кубка УЕФА.
Летом 1997 года Морис перешёл в «Пари Сен-Жермен». Нападающий впервые сыграл за парижский клуб 2 августа 1997 года. Он вышел на поле в стартовом составе и открыл счёт в матче, поразив ворота голкипера «Шатору» Фредерика Гегена.
К 17 октября на счету форварда было 7 забитых мячей в 12 сыгранных матчах, однако больше до окончания чемпионата нападающему поразить ворота соперников не удавалось ни разу. По итогам сезона 1997/98 ПСЖ выиграл Кубок Франции и Кубок лиги. Морис же летом покинул клуб, став игроком марсельского «Олимпик».
Форвард дебютировал в составе «провансальцев» в матче с «Нантом» 8 августа 1998 года
.
В третьей для себя игре за клуб Флориан Морис забил гол в ворота «Монпелье» при счёте 0:4. Гол Мориса стал в той встрече переломным: за остававшиеся 29 минут игроки «Марселя» сумели вырвать победу
.
В составе этой команды в сезоне 1998/99 нападающий вновь стал вице-чемпионом Франции, а также — финалистом Кубка УЕФА. Всего Морис выступал за «Олимпик» на протяжении трёх сезонов и за это время забил в различных турнирах 30 голов в 83 матчах.
В сезоне 2001/2002 Флориан Морис играл за испанскую «Сельту», после чего вернулся во Францию и защищал цвета «Бастии». В первых двух матчах за новый клуб (против «Ланса» и «Монако») форвард получал удаления, а в третьей игре забил гол в ворота Петра Чеха из «Ренна».
За 2 года, проведённых в корсиканском клубе Морис сыграл в Лиге 1 69 матчей и забил 18 голов.
Сезон 2004/05 стал последним в карьере нападающего. Первую половину чемпионата Морис выступал за «Истр», а закончил карьеру в клубе Лиги 2 «Шатору».

### В сборной
В составе олимпийской сборной Франции Морис принимал участие в Олимпиаде—96. Он провёл в рамках турнира 3 матча и забил 4 гола.
Нападающий сыграл первый матч за сборную Франции 31 августа 1996 года. В товарищеской встрече со сборной Мексики игрок вышел на поле на 64-й минуте, заменив Николя Уэдека.
В последний раз Флориан Морис играл за сборную в товарищеском матче с хорватами 13 ноября 1999 года. Форвард вышел на поле в перерыве встречи, а на 67-й минуте забил гол в ворота Желько Павловича с передачи Лилиана Тюрама.

## Статистика
| Матчи Мориса за сборную Франции | Матчи Мориса за сборную Франции | Матчи Мориса за сборную Франции | Матчи Мориса за сборную Франции | Матчи Мориса за сборную Франции | Матчи Мориса за сборную Франции | Матчи Мориса за сборную Франции |
| №                               | Дата                            | Оппонент                        | Счёт                            | Голы Мориса                     | Соревнование                    |                                 |
| ------------------------------- | ------------------------------- | ------------------------------- | ------------------------------- | ------------------------------- | ------------------------------- | ------------------------------- |
| 1                               | 31 августа 1996                 | Мексика                         | 2:0                             | —                               | Товарищеский матч               |                                 |
| 2                               | 3 июня 1997                     | Бразилия                        | 1:1                             | —                               | Товарищеский матч               |                                 |
| 3                               | 11 июня 1997                    | Италия                          | 2:2                             | —                               | Товарищеский матч               |                                 |
| 4                               | 19 августа 1998                 | Австрия                         | 2:2                             | —                               | Товарищеский матч               |                                 |
| 5                               | 20 января 1999                  | Марокко                         | 1:0                             | —                               | Товарищеский матч               |                                 |
| 6                               | 13 ноября 1999                  | Хорватия                        | 3:0                             | 1                               | Товарищеский матч               |                                 |

Итого: 6 матчей, 1 гол; 3 победы, 3 ничьих, 0 поражений.

## Достижения

### Командные
«Олимпик Лион»
- Вице-чемпион Франции: 1994/95
- Финалист кубка французской лиги: 1995/96

«Пари Сен-Жермен»
- Обладатель кубка Франции: 1997/98
- Обладатель кубка французской лиги: 1997/98

«Олимпик Марсель»
- Вице-чемпион Франции: 1998/99
- Финалист Кубка УЕФА: 1998/99

### Личные
- Лучший молодой игрок Дивизиона 1 в сезоне 1994/95